# Hrabstwo iwienieckie

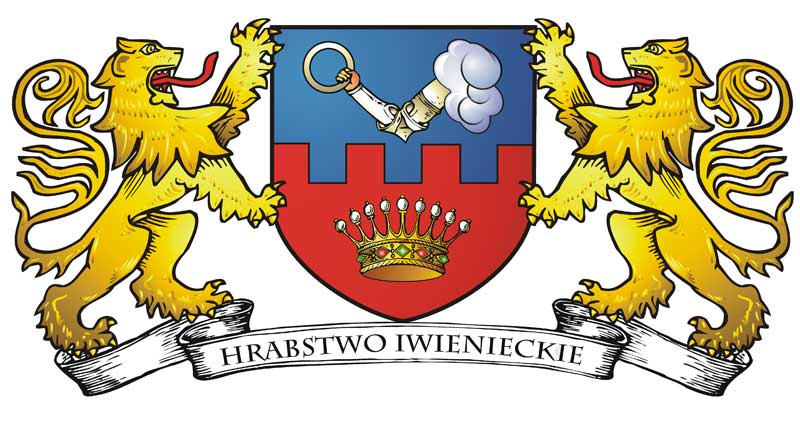
Herb Hrabstwa Iwienieckiego

Hrabstwo iwienieckie – klucz, zespół majątków ziemskich, prywatna jednostka terytorialno-administracyjna  utworzona przez podskarbiego wielkiego litewskiego Jana Michała Sołłohuba po zakończonym sukcesem w 1743 r. długoletnim procesie o Iwieniec. 

## Historia
Miasteczko Iwieniec stanowiło własność Sołłohubów już w XVI wieku. Po zakończeniu procesu sądowego w 1743 r. oraz po dokupieniu sąsiednich Starzynek Iwinieckich (1745 r.) i wykupieniu szeregu majątków szlacheckich powstały rozległe dobra ziemskie, których centrum znajdowało się w Iwieńcu, a które nazywano hrabstwem iwienieckim.
Hrabstwo iwienieckie było zarządzane przez syna Jana Michała, Antoniego Sołłohuba, generała artylerii litewskiej, żonatego z Brygidą z Radziwiłłów (córka Mikołaja Faustyna Radziwiłła). Po śmierci ojca Antoni Sołłohub odziedziczył hrabstwo. Z kolei po śmierci Antoniego w 1759 r. zarządzane było przez wdowę, a następnie stało się własnością wnuka podskarbiego, Jerzego Sołłohuba, posła na sejm 1776 r., starosty ejszyskiego. Hrabstwo odziedziczyła w 1777 r. wdowa Marianna, 2-vo Brühlowa, starościna warszawska, żona Alojzego Fryderyka Brühla. Po jej przedwczesnej śmierci (1782) Iwieniec stał się dziedzictwem nieletniej prawnuczki podskarbiego Sołłohuba, Józefy Sołłohubówny. W latach 1783–1784 toczył się proces w Trybunale Głównym Litewskim w Wilnie i proces eksdywizorski w Iwieńcu w sprawie uregulowania zadłużeń powstałych jeszcze za życia Jerzego Sołłohuba. 

## Opis
Według stanu z 1784 r. hrabstwo obejmowało następujące wsie i folwarki:
- w parafii Iwieniec:
  - Abramowszczyzna
  - Ambrożeje
  - Borowikowszczyzna
  - Czesnoki
  - Dziakowszczyzna
  - Grabowszczyzna
  - Iwieniec
  - Królewszczyzna
  - Konapliszcze
  - Kozarezy
  - Klepaczszczyzna
  - Kichicki
  - Mazulewszczyzna
  - Mądrowszczyzna
  - Miedziewszczyzna
  - Mieszkucie
  - Moskalewszczyzna
  - Pupki
  - Rudnia
  - Rodziejowszczyzna
  - Staniuszki
  - Szykucie
  - Tołkany
  - Tkacze
  - Wasiszki
  - Woytkowszczyzna
  - Zamościany
- w parafii Kamień:
  - Adamki
  - Pohorełka
  - Siwica dwór
  - Siwica wioska
  - Skiporowce
  - Uhły

Jednocześnie na terenie hrabstwa odnotowane zostały następujące majątki należące do Kościoła rzymskokatolickiego:
- Jurżyszki, folwark proboszcza iwienieckiego (na gościńcu mińskim, mil 3 mierne, na wschodzie letnim)
- Korduny, klasztoru franciszkanów w Iwieńcu (wioska i karczma, na samą północ, mila duża).
- Pokucie, klasztoru franciszkanów w Iwieńcu (folwark, karczma, stawek, 2 młynów i kilku osad, na północy, ½ mili)